# Félix-Auguste Duvert
Félix-Auguste Duvert (Parigi, 12 gennaio 1795 – Parigi, 19 ottobre 1876) è stato un commediografo e scrittore francese.

## Biografia
Arruolato nel 1811 nei fucilieri della giovane guardia, Duvert fece poi parte di un reggimento di dragoni, che non lasciò fino al congedo dell'esercito della Loira.
Duvert fu un autore teatrale che si distinse soprattutto per le oltre 150 commedie e vaudevilles.
Affrontò temi e forme teatrali diversissimi, dal dramma storico al vaudeville, alla parodia, caratterizzandosi per la cornice della trama, il contorno dei personaggi e l'immaginazione degli equivoci.
I suoi collaboratori principali furono Santine, Varin, e soprattutto il suo genero Augustin Théodore de Lauzanne, con il quale formò un binomio apprezzatissimo nel teatro comico.
Tra le opere che ebbero maggiore fortuna e consenso si possono ricordare: Les cabinets particuliers (1832), Un scandale (1834), Le mari de la Dame de cøur (1837), La famille du fumiste (1840), L'omelette fantastique (1842), L'homme blasé (1843), Ce que femme veut (1847), Ketty (1866).
Una parte del suo teatro fu raccolta da F. Sarcey, nel volume Theâtre choisi (1876-1878).

## Teatro

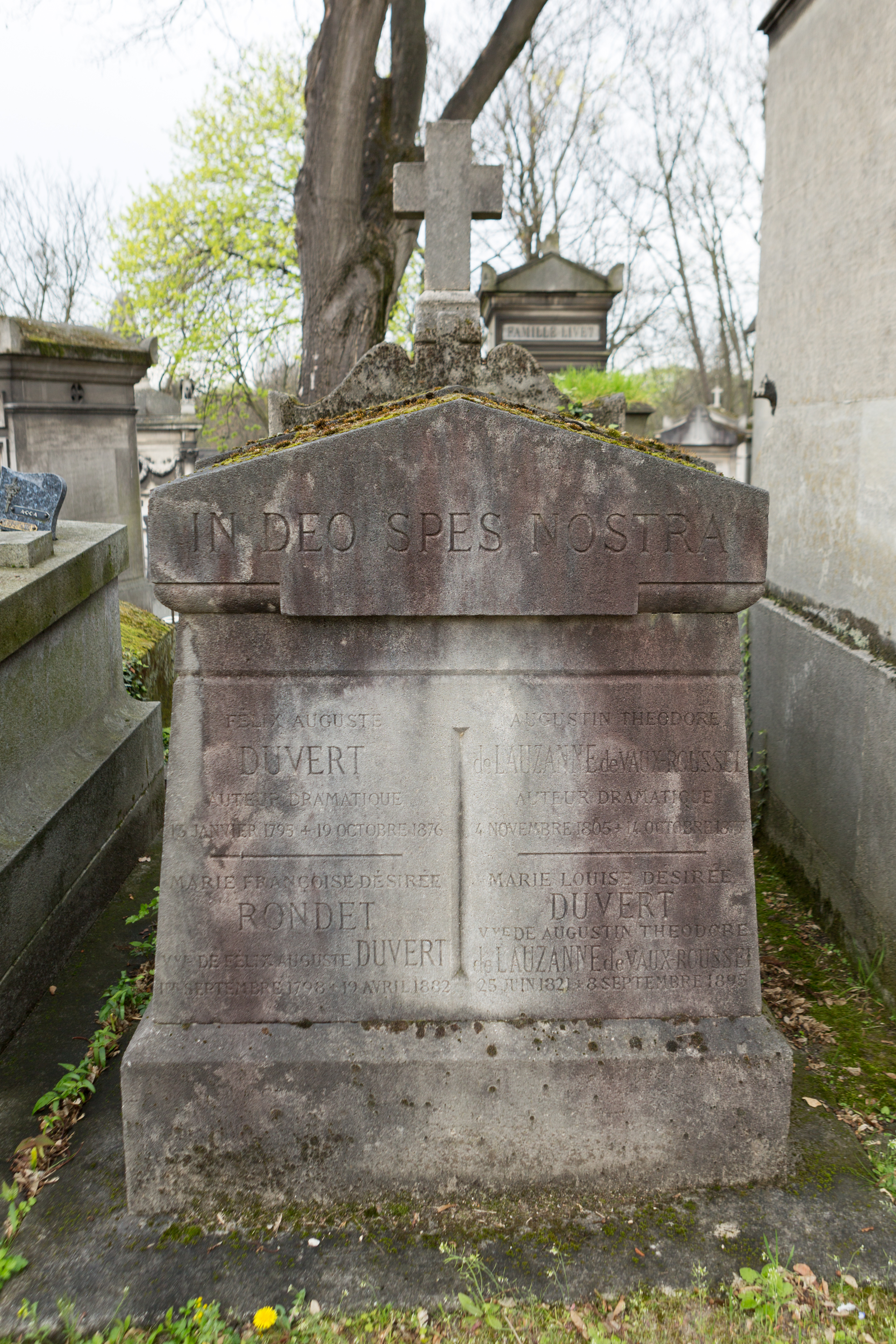
La tomba di Duvert al cimitero Père-Lachaise parigino

- 1823: Les Frères de lait, commedia-vaudeville;
- 1823: Le Mort vivant ou les Suites d'un cartel, commedia-vaudeville;
- 1824: Une visite en prison, commedia-vaudeville;
- 1824: Le Jour des noces ou la Lettre initiale, commedia-vaudeville;
- 1824: Le Dernier des Romains, vaudeville;
- 1824: Les Habits d’emprunt, vaudeville;
- 1824: Ma femme se marie, vaudeville;
- 1825: Kettly ou le Retour en Suisse, vaudeville;
- 1825: L’Homme de confiance, vaudeville;
- 1825: La Comédie à la campagne, opera-comica;
- 1826: Joseph II ou l’Inconnu au cabaret, commedia-vaudeville;
- 1826: La Sourde-muette ou la Dame au voile vert, commedia-vaudeville;
- 1826; Oréno ou le Bon Nègre, vaudeville;
- 1827: Odéina ou la Canadienne, commedia-vaudeville;
- 1827: Le Jeune Maire, commedia-vaudeville;
- 1827: L’Eau de jouvence, opera-comica;
- 1828: Les Enfans trouvés, commedia-vaudeville;
- 1828: Le Page de Woodstock, commedia-vaudeville;
- 1828: La Matinée aux contre-temps, commedia-vaudeville, con Desvergers e Charles Varin;
- 1828: Dix ans de constance, commedia-vaudeville;
- 1828: La Saint-Valentin ou le Collier de perles, commedia-vaudeville;
- 1829: La Couturière, commedia;
- 1830: Harnali ou la Contrainte par cor, parodia;
- 1830: La Famille de l’apothicaire ou la Petite Prude, vaudeville;
- 1830: 27, 28 et 29 juillet, tableau épisodique des trois journées, vaudeville;
- 1830: Bonaparte, lieutenant d’artillerie, ou 1789 et 1800, commedia storica;
- 1831: Heur et Malheur, vaudeville;
- 1830: M. Chapolard ou le Lovelace dans un grand embarras, commedia-vaudeville;
- 1831: Marionnette, parodia;
- 1831; Le Fils du colonel, dramma;
- 1831: La famille improvisée, con Charles Dupeuty e Nicolas Brazier;[3]
- 1832: Mademoiselle Marguerite, vaudeville;
- 1832: Perruque et Chandelles, vaudeville;
- 1832: La Moustache de Jean-Bart, vaudeville;
- 1833: Prosper et Vincent, vaudeville;
- 1834: Pécherel l’empailleur, vaudeville;
- 1834:Jacquemin, roi de France, commedia;
- 1832: La Filature, commedia-vaudeville;
- 1835: Le Jugement de Salomon, vaudeville;
- 1836: Elle n’est plus ! (suite de Simple histoire), commedia-vaudeville;
- 1836: Monsieur et Madame Galochard, vaudeville;
- 1836: La Fille de la favorite, commedia storica;
- 1836: Actéon et le Centaure Chiron, farsa;
- 1836: Renaudin de Caen, commedia-vaudeville;
- 1836: Capitaine de voleurs, commedia-vaudeville;
- 1836: Le Mari de la dame de chœurs, vaudeville;
- 1837: Michel, ou Amour et Menuiserie, commedia-vaudeville in 4 atti, con Ernest Jaime e Lauzanne;
- 1837: Paul et Pauline, commedia-vaudeville;
- 1837: Mina ou la Fille du bourgmestre, commedia-vaudeville;
- 1839: Le Plastron, commedia;
- 1841: Un monstre de femme, commedia-vaudeville in 1 atto con Antoine-François Varner e Augustin Théodore de Lauzanne de Vauroussel;
- 1841: Un monsieur et une dame, commedia-vaudeville;
- 1841: La Sœur de Jocrisse, commedia in 1 atto mista a canti, con Varner;
- 1842: Carabins et carabines, vaudeville;
- 1842: L’Omelette fantastique, vaudeville;
- 1842: Les Informations conjugales, vaudeville in 1 atto, con Jaime e Lauzanne;
- 1843: L’Homme blasé, vaudeville;
- 1844: La Bonbonnière ou Comme les femmes se vengent, vaudeville;
- 1844: Trim ou la Maîtresse du roi, vaudeville;
- 1845: Le Pot aux roses, commedia-vaudeville;
- 1845: L’Île de Robinson, vaudeville;
- 1845: Riche d’amour, commedia-vaudeville;
- 1845: Le Marchand de marrons, commedia-vaudeville;
- 1846: Beaugaillard ou le Lion amoureux, vaudeville;
- 1847: Ce que femme veut..., commedia-vaudeville;
- 1848: La Clef dans le dos, commedia-vaudeville;
- 1848: Hercule Belhomme, commedia-vaudeville;
- 1849: La Poésie des amours et..., commedia-vaudeville;
- 1849: Un cheveu pour deux têtes, commedia in 1 atto mista a distici con Varner e Lauzanne;
- 1849: Malbranchu, greffier au plumitif, commedia-vaudeville;
- 1850: À la Bastille, vaudeville;
- 1850: Le Pont cassé, commedia-vaudeville;
- 1850: Supplice de Tantale, commedia-vaudeville;
- 1851: Les Malheurs heureux, commedia-vaudeville;
- 1852: Une queue rouge, commedia-vaudeville;
- 1852: Le Roi des drôles, commedia;
- 1853: Une jolie jambe, vaudeville;
- 1854: Un père de famille, commedia-vaudeville;
- 1855: Le Diable, vaudeville;
- 1856: Riche de cœur, commedia-vaudeville;
- 1858: Le Hanneton du Japon, commedia-vaudeville;
- 1858: Macaroni d’Italie, vaudeville;
- 1858: En revenant de Pondichéry, commedia;
- 1859: Voyage autour de ma chambre, opera-comica.